# Harry Hampton
Joseph Harry Hampton (Wellington, 21 aprile 1885 – Rhyl, 15 marzo 1963) è stato un calciatore e allenatore di calcio inglese, di ruolo attaccante.

## Carriera
Noto anche come Happy Harry Hampton e The Wellington Whirlwind, è il secondo miglior marcatore della storia dell'Aston Villa, con 242 reti. Nella sua carriera, ha giocato anche in un'altra squadra di Birmingham, il Birmingham City.
Dopo il suo ritiro, allenò il Preston North End.

## Palmarès

### Giocatore

#### Competizioni nazionali
- Campionato inglese: 1

Aston Villa: 1909-1910
- Coppa d'Inghilterra: 3

Aston Villa: 1904-1905, 1912-1913, 1919-1920
- Second Division: 1

Birmingham City: 1920-1921
- Community Shield: 1

Professionisti: 1913